# Богородица Помоћница при рађању
Икона Богородице Помоћница при рађању је икона Пресвете Богородице од стране Православне Цркве као чудотворна и исцелитељна. Пред иконом се најчешће моле мушкарци и жене који имају проблема са стерилитетом или рађањем. Репродукцију иконе често чувају у својим становима.
Порекло иконе је непознато. Постоје две варијанте ове иконе: 
- У првој Богородица је представљена како стоји у пуној висини са молитвено склопљеним рукама на грудима и показује на дете Исуса.
- У другој Богородица је представљена голом главом, њена коса и савијени прсти испод којих се указује Богомладенац Исус.

Православна црква прославаа икону Помоћница при рађању 8. јануара по грегоријанском календару (26. децембра по јулијанском календару). 